# ヒザー・グリーン鉄道事故
ヒザー・グリーン鉄道事故（ヒザー・グリーンてつどうじこ、英: Hither Green rail crash）は1967年11月5日の21時16分にヒザー・グリーン駅-グローブ・パーク駅間のヒザー・グリーン車両基地付近で発生した列車脱線事故である。脱線したのはヘイスティングス発チャリング・クロス行きの日曜日の夜の列車であり、車内は混雑しており立ち客がいた。12両のうち11両が脱線し、うち4両目が横転した。この事故で49人が死亡し78人が負傷した。
この脱線事故はレールの破損により発生したことがわかった。運輸省 (Ministry of Transport) は報告書で線路のメンテナンス、特に最近の通過列車の最高速度の増加以降を非難した。事故後、線路のメンテナンスが改善されjointed trackをロングレールに置き換える計画が加速された。

## 事故の概要
1967年11月5日（日曜日）、12両編成（6両編成のクラス201電気気動車2編成）のヘイスティングス19時43分発チャリング・クロス行き列車が約70マイル毎時 (110 km/h)で走行中、21時16分にセント・ミルドレッズ・ロード鉄道橋 (St Mildred's Road railway bridge) のすぐ手前にあるヒザー・グリーン車両基地付近で脱線した。3両目のleading pair wheelsがレールの破損により脱線し1⁄4-マイル (400 m)線路を走行した後、ポイントに接触し11両が脱線しうち4両が横転した。列車は250ヤード (230 m)走行して停止したが、先頭車両は分離しさらに220ヤード (200 m)走行し続けた。
事故発生時は混雑した夜であり、列車には立ち客がいた。乗客49人が死亡し78人が負傷した（うち27人が入院）。被害者の大半は横転した客車に乗っていた。生存者の中には歌手でビージーズのメンバーのロビン・ギブと結婚相手のモリーがいた。

## 事故後
5分以内に救急隊が到着し、脱線事故から18分後に最初の被害者が病院に到着した。最後の生存者が病院へ搬送されたのは翌朝の1時00分であった。現地住民や英国婦人ボランティア協会 (Women's Voluntary Service)、救世軍は負傷したりショックを受けたりした人々を支援した。
急行線は脱線事故により閉鎖され、救助活動が行えるよう緩行線の走行電流が遮断された。走行電流は火曜日の朝ラッシュの間一時的に緩行線で再開され、その日の15時40分に緩行線が運行を再開した。急行線は水曜日の午前6時20分に制限速度つきで運行を再開した。

## 調査と報告
この脱線事故はあるレールの継ぎ目の破損したレールが原因であるとわかった。その継ぎ目の枕木は以前破損しており、代わりにより浅い木製の枕木と交換されていた。この代わりの枕木はうまく詰められておらず、きれいなバラストの浅い層の上にあり、隣接するコンクリート枕木にレールを支持するゴム製の軌道パッドは無かった。
脱線事故後、乗客は速度超過で走行する列車について述べたが、イギリス国鉄は定期的にこれを監視しており認可速度を超えて走行する列車の数は少なく、通常わずかである。ヘイスティングス線の車両の乗り心地の悪さについての苦情も受け、同クラスの別の列車をサザン・リージョンやイースタン・リージョンの線路でテストした。乗り心地はイースタン・リージョンの線路のほうが良かったが、サザン・リージョンの線路で危険ではないと考えられた。
同線の電車に対する制限速度は1967年7月に75 mph (121 km/h)から90 mph (140 km/h)へ引き上げられた。脱線事故後、同線は点検され一時的に60 mph (97 km/h)の速度規制が設けられた。報告書により、Civil Engineering and Inspection Departmentsが同線に低すぎるメンテナンス基準で許可し、また列車速度の増加の影響を評価できていなかったことが判明した。

## 影響
線路のメンテナンスが改善されたり、検査技術や接合方法が見直されたり、jointed trackをロングレールに置き換える計画が加速したりした。サザン・リージョンではコンクリート枕木がレールの継ぎ目で禁止された。

## 関連資料
- Nock, O.S. (1980). Historic Railway Disasters (2nd ed.). Ian Allan
- Hall, Stanley (1987). Danger Signals. Ian Allan